# ジャン＝ピエール・バクリ
ジャン＝ピエール・バクリ（Jean-Pierre Bacri、1951年5月24日 - 2021年1月18日）は、フランスの俳優、脚本家。妻は女優、脚本家、映画監督のアニエス・ジャウィ。

## 来歴・人物
1951年5月24日、当時フランス領アルジェのカスティリオーヌ、現在のアルジェリアのブ・イスマイルで生まれる。幼少時は毎週末、映画館に通う子であった。1962年、アルジェリア独立とともに家族ともどもフランスのカンヌに移住する。文学を修めたのちの1976年、パリへ上京する。
初期の出演作のひとつはリュック・ベッソン監督の『サブウェイ』（1984年）である。ジャウイと共同でアラン・レネ監督の『スモーキング / ノー・スモーキング』の脚本を書き、セドリック・クラピッシュ監督の『家族の気分』、レネ監督の『恋するシャンソン』にジャウイと共同脚本・出演をし、1998年、セザール賞最優秀助演男優賞を受賞し、ジャウイが監督した『ムッシュ・カステラの恋』、『みんな誰かの愛しい人』でも共同脚本・出演をした。妻ジャウィとともに、セザール賞最優秀脚本賞を4回受賞、2004年に第57回カンヌ国際映画祭脚本賞受賞、ヨーロッパ映画賞、そして2001年には、アカデミー・フランセーズが授与する永年功労賞であるルネ・クレール賞を受賞した。
2021年1月18日、パリでがんのため、死去。69歳没。

## おもなフィルモグラフィ
- 流血の絆/野望篇 (1982)
- 女ともだち (1983)
- サブウェイ (1984)　出演　監督リュック・ベッソン
- 7thターゲット / 第7の標的 (1984)　出演　監督クロード・ピノトー
- C階段 (1985)　出演　監督ジャン＝シャルル・タケラ
- 悪夢の日曜日 / ナイト・シャイニング (1986)　出演　監督ジョエル・サントーニ
- セ・ラ・ヴィ (1990)　出演　監督ディアーヌ・キュリス
- スモーキング / ノースモーキング (1995)　脚本　監督アラン・レネ
- 家族の気分 (1996)　脚本・出演　監督セドリック・クラピッシュ
- 恋するシャンソン (1997)　脚本・出演　監督アラン・レネ
- ディディエ (1997)　出演　監督アラン・シャバ
- ヴァンドーム広場 (1998)　出演　監督ニコール・ガルシア
- ムッシュ・カステラの恋 (1999)　脚本・出演　監督アニエス・ジャウィ
- みんな誰かの愛しい人 (2004)　脚本・出演　監督アニエス・ジャウィ
- セラヴィ! (2017)　出演　監督エリック・トレダノ（フランス語版）、オリヴィエ・ナカシュ（フランス語版）